# ماركوس نيلسون (منافس ألعاب قوى)
ماركوس نيلسون (بالسويدية: Marcus Nilsson)‏ هو منافس ألعاب قوى سويدي، ولد في 3 مايو 1991 في مالمو في السويد.

## وصلات خارجية
- ماركوس نيلسون على موقع الاتحاد الدولي لألعاب القوى (الإنجليزية)